# John, hertig av Bedford
John av Lancaster, hertig av Bedford, även känd som John Plantagenet, född 20 juni 1389, död 14 september 1435, var en engelsk kungason. Han styrde som förmyndare för sin brorson Henrik VI av England.  

## Biografi
John var den fjärde sonen till Henrik IV av England och Marie de Bohun.
Han blev earl av Kendal, earl av Richmond och hertig av Bedford 1414 genom sin bror Henrik V. Han blev ståthållare i England då brodern 1415 ledde ett anfall mot Frankrike, och besegrade 1416 en fientlig flotta i slaget vid Honfleur 1416. Vid sin död överlämnade Henrik V regeringen i de erövrade delarna av Frankrike åt John. 1423 gifte han sig med Anne, dotter till Johan den orädde, hertig av Burgund. Efter hennes död i barnsäng  1432 gifte han om sig med Jacquetta av Luxembourg.
I Johns frånvaro från England, skulle den yngre brodern, Humphrey, hertig av Gloucester, styra riket under Henrik VI:s minderårighet. I allians med Filip III av Burgund fullföljde John erövrigen av Frankrike 1423-24, men återkallades till England för att medla mellan hertigen av Glouchester och dennes medtävlare om makten, Henrik Beaufort. 1428 återupptog han kriget i Frankrike med en belägring av Orléans, men hade nu mindre lycka, efter Jeanne d'Arcs uppträdande 1429. 1431 lät John avrätta Jeanne d'Arc i Rouen, och arrangerade sedan en kröning för den unge Henrik VI i Paris, men Burgunds avståndstagande från England gjorde att situationen för engelsmännen i Frankrike rejält försvagades. Medan Rouenfördraget förhandlades, dog han i sitt hem och begravdes i Rouenkatadralen. John hade varit guvernör i Normandie mellan 1422 och 1432.